# Herb powiatu świdnickiego (lubelskiego)
Herb powiatu świdnickiego – jeden z symboli powiatu świdnickiego, autorstwa Pawła Dudzińskiego, ustanowiony 21 grudnia 1999.

## Wygląd i symbolika
Herb przedstawia na tarczy w polu czerwonym zwróconą w prawo głowę jelenia z szyją srebrną z takimiż rogami i skrzydłami.